# 第98步兵師 (德國國防軍)
德國國防軍陸軍第98步兵師（德語：98. Infanterie-Division）是納粹德國國防軍陸軍的一個步兵師。該師於1939年9月組建。
第二次世界大戰期間，該師參與入侵波蘭、入侵法國行動，1941年6月，該師並參與巴巴羅薩行動。此後該師一直在東線作戰。
該師於1944年5月在克里米亞被殲，同年6月重建，1944年至1945年間改編為第98國民擲彈兵師（德語：98. Volksgrenadier-Division）。
該師重建後調往意大利作戰，最後1945年5月向美軍投降。

## 註腳
1. ↑  Mitcham（2007年）